# Gałązki (województwo wielkopolskie)
Gałązki – wieś w Polsce położona w województwie wielkopolskim, w powiecie krotoszyńskim, w gminie Koźmin Wielkopolski.
W okresie Wielkiego Księstwa Poznańskiego (1815-1848) miejscowość należała do wsi większych w ówczesnym pruskim powiecie Krotoszyn w rejencji poznańskiej. Gałązki należały do okręgu borkowskiego tego powiatu i stanowiły część majątku Borzęciczki, którego właścicielem był wówczas Juliusz Radoliński. Według spisu urzędowego z 1837 roku wieś liczyła 166 mieszkańców, którzy zamieszkiwali 24 dymy (domostwa).
W latach 1975–1998 miejscowość administracyjnie należała do województwa kaliskiego.
Zobacz też: Gałązki Małe, Gałązki Wielkie